# Miren
Miren – wieś w Słowenii, siedziba gminy Miren-Kostanjevica. W 2018 roku liczyła 1454 mieszkańców.